# Sherpa (José Luis Campuzano)
Pour les articles homonymes, voir Sherpa (homonymie) et Campuzano.
Sherpa (José Luis Campuzano) est un bassiste espagnol de rock qui est connu pour avoir fait partie du groupe Barón Rojo de 1980 à 1989.

## Biographie
José Luis Campuzano Feito est né à Madrid le 22 novembre 1950. Guitariste autodidacte, il intègre son premier groupe à 13 ans comme chanteur/guitariste. Il se consacre définitivement à la musique à 19 ans. Sous le nom de Sherpa, il enregistre différents titres qui lui permettent de se faire connaître. Ses titres solos seront publiés en 1998 dans l'album Los primeros éxitos de un Barón Rojo. Todas sus grabaciones en Discos GMA (1973-1977).
C'est au Real Conservatorio Superior de Música de Madrid qu'il rencontre les frères Armando De Castro et Carlos De Castro qui l'embauchent avec Hermes Calabria dans leur groupe Coz. Peu de temps après, ils changent de nom pour devenir la formation la plus célèbre du groupe Barón Rojo. En 1989, Sherpa et Hermes quittent le groupe pour des raisons de divergences musicales avec les frères De Castro, ainsi que la baisse de popularité du groupe et la fatigue des tournées incessantes.
Il abandonne alors le monde du rock pendant quinze ans pour ressurgir en 2004 avec l'album Guerrero del desierto mélangeant reprises et chansons originales. Il devait sortir en 2006 un album live, au lieu de cela, Sherpa sort un double CD contenant un premier disque avec de nouvelles chansons (sauf la "reprise" de Barón Rojo Campo De Concentracion) et le live annoncé enregistré le 16 décembre 2006 dans la salle Copérnico de Madrid.
En janvier 2010, pour fêter les 30 ans d'existence de Barón Rojo, Sherpa rejoint le groupe pour une tournée espagnole de plusieurs dates avec la formation originale.

## Discographie

### avec Barón Rojo
- 1981 Larga vida al rock and roll
- 1982 Volumen brutal
- 1983 Metalmorfosis
- 1984 Barón al rojo vivo
- 1985 En un lugar de la marcha
- 1986 Siempre estáis allí
- 1987 Tierra de nadie
- 1988 No va más
- 1989 Obstinato

### Albums solos
- 1973-1977 Los Primero Exitos de un Baron Rojo
- 2004 Guerrero en el desierto
- 2007 El Rock Me Mata
- 2009 Vuelvo A Mi Barrio (Single)

### Participations
- 1979 Módulos, album Módulos
- 1999 Hobbies, album En directo desde Rock & Roll Café
- 2000 Mägo de Oz, chanson Finisterra